# 격자 부호 변조
격자 부호 변조(trellis coded modulation,TCM) 또는 격자 변조(Trellis modulation)는 변조 방식의 하나이다. 전화선처럼 주파수 범위가 제한된 경우에 사용한다.

## 같이 보기
- 모뎀